# أونوتا

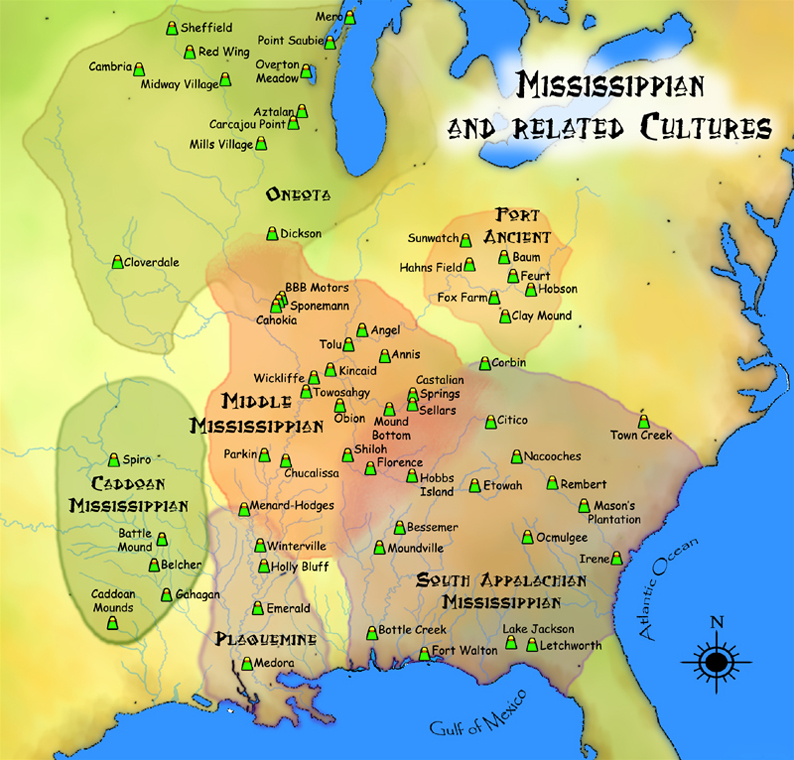
خريطة توضح المناطق التقريبية لمختلف ثقافات المسيسيبي والثقافات ذات الصلة ، بما في ذلك ونوتا.

أونوتا (Oneota) تسمية يستخدمها علماء الآثار للإشارة إلى مجمع ثقافي كان موجودًا في السهول الشرقية ومنطقة البحيرات الكبرى لما تحتله الولايات المتحدة الآن من حوالي 900 إلى حوالي 1650 أو 1700. بناءً على التصنيف المحدد في كتاب غوردون ويلي وفيليب فيليبس "المنهج والنظرية في علم الآثار الأمريكي" عام 1958، تنتمي ثقافة أونوتا إلى المرحلة التكوينية. يُعتقد أن الثقافة قد انتقلت إلى ثقافات مختلفة في سيوان من عصور ما قبل التاريخ والعصور التاريخية مثل قبيلة آيوا. لم يتم بعد إثبات أن قبيلة هو تشنك بشكل قاطع هو أجداد أنوتا.